# 舊皮索奇納
49°5′52″N 26°37′34″E / 49.09778°N 26.62611°E
舊皮索奇納（烏克蘭語：Стара Пісочна）是位於烏克蘭西部的村莊，由赫梅利尼茨基州裡赫梅利尼茨基區的霍羅多克市鎮負責管轄。該村始建於1493年，面積2.46平方公里，海拔高度287米，2001年人口686，人口密度每平方公里279人。